# 穆塔德站
穆塔德站（英語：Muttart stop）是一個位於加拿大亞伯達省首府愛德蒙頓，屬市營愛德蒙頓輕軌河谷線的一個輕軌車站。此站位於愛德蒙頓景點之穆塔德植物園旁，故得此名。此站原訂於2020年間開通，但最終於2023年11月4日才正式開通營運。

## 鄰近設施
- 穆塔德植物園
- 愛德蒙頓滑雪場
- 愛德蒙頓民俗音樂祭

## 資料來源
1. ↑  . City of Edmonton.   [July 9, 2017]. （原始内容存档于2021-06-18）.
2. ↑   (PDF). City of Edmonton. September 2016  [July 21, 2017]. （原始内容存档 (PDF)于2021-02-27）.
3. ↑  . CBC. November 4, 2023  [November 4, 2023]. （原始内容存档于2023-11-13）.

## 外部連結
维基共享资源上的相關多媒體資源：穆塔德站